# Expulsion de la communauté sud-asiatique d'Ouganda
L'expulsion de la communauté sud-asiatique d'Ouganda est un nettoyage ethnique décidé en 1972 par le dictateur ougandais Idi Amin Dada, qui a vu le départ forcé des habitants du pays ayant des origines sur le sous-continent indien, soit environ 80 000 personnes.

## Contexte
La présence d'une population d'origine sud-asiatique en Ouganda remonte au début du protectorat de l'Ouganda, entité politique coloniale britannique. La présence d'indiens aux niveaux subalternes de l'administration et du commerce était voulue par les Britanniques, qui leur attribuaient un rôle de tampon entre les colons et la population locale. En outre, 32 000 ouvriers venant de l'empire des Indes avaient été appelés pour la construction du Chemin de fer de l'Ouganda dans les années 1890. Environ 6 700 d'entre eux n'étaient pas repartis à la fin du chantier, avaient fait venir leur famille, et s'étaient établis dans divers métiers.
Au moment de l'indépendance en 1962, la population issue du sous-continent indien représentait environ 80 000 personnes soit 1 % de celle du pays. C'était une population urbaine, surtout active dans les services, la banque, l'artisanat et le petit commerce. Elle concentrait entre ses mains un cinquième du revenu national.
Environ 50 000 d'entre eux possédaient la nationalité britannique.

## Premières mesures restrictives
Sous la présidence de Milton Obote, deuxième président ougandais, est menée une politique d'africanisation du pays et de son économie, qui commence à restreindre l'accès des indiens à certains emplois. Cette politique s'accélère énormément avec la présidence d'Idi Amin Dada.

## Le décret d'expulsion

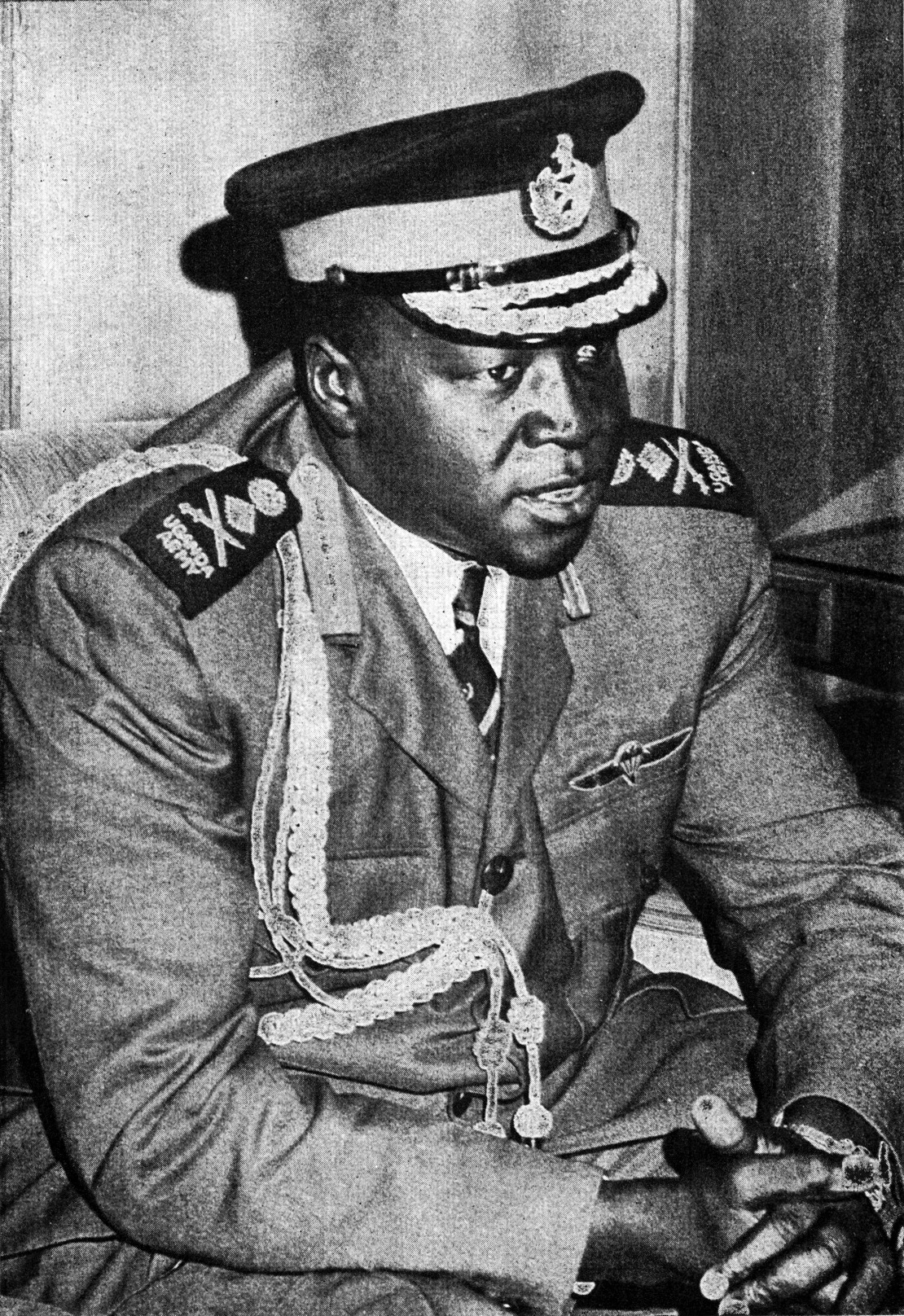
Idi Amin Dada en 1972.

Le 4 août 1972, Idi Amin Dada annonce que la Grande-Bretagne devra prendre en charge ses propres citoyens présents en Ouganda. Une intense campagne de propagande vise cette population accusée de saper l'économie nationale et d'entretenir la corruption. Un ultimatum est décrété : les sud-asiatiques ont jusqu'au 8 novembre pour quitter le pays. Initialement, cela ne concerne que ceux ayant la citoyenneté britannique, puis la décision est étendue aux détenteurs de passeports indiens, pakistanais et bangladeshis.
Les motivations exactes d'Idi Amin Dada restent mal connues. On peut y voir une vengeance à l'égard des britanniques qui avaient refusé de lui fournir des armes pour son projet d'invasion de la Tanzanie, projet qui, concrétisé en 1978, mène alors à l'écroulement son régime. D'anciens employés de son gouvernement affirment qu'il a raconté une expérience mystique, dans laquelle Allah lui serait apparu en rêve pour lui ordonner de procéder à cette expulsion.

## Mise en œuvre
Malgré les condamnations de nombreux gouvernements, notamment britannique et indien, le décret est maintenu. La grande majorité des indo-ougandais quittent le pays dans les semaines qui suivent, seulement 4 000 environ décidant de rester dans le pays. Environ 27 000 sont admis au Royaume-Uni, les autres trouvant refuge en Inde, au Canada, aux États-Unis, et dans d'autres pays. Les entreprises, biens immobiliers et voitures qui leur appartenaient sont saisis par l'État ougandais et réattribués.